# Simulium duodecimum
Simulium duodecimum är en tvåvingeart som beskrevs av Gibbins 1936. Simulium duodecimum ingår i släktet Simulium och familjen knott. Inga underarter finns listade i Catalogue of Life.